# Prades Margit aragóniai királyné
Prades Margit (1387/88 – Bonrepòs, Katalónia, 1429. július 15.) vagy Aragóniai Margit,  katalánul: Margarida de Prades, spanyolul: Margarita de Prades, olaszul: Margherita di Prades, Aragónia, Valencia, Mallorca, Szardínia és Szicília királynéja, Barcelona grófnéja. I. (Idős/Emberséges) Márton aragón király második felesége volt.

## Élete

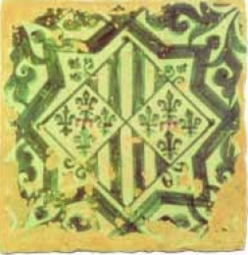
Margit királyné címere a régi valenciai királyi palotában, XV. század

Aragóniai Péter, Entença bárója és Cabrerai Johanna lányaként az aragóniai királyi ház pradesi ágából származott. II. Jakab aragón király ükunokája volt. Apját korán elvesztette, és ezért apai nagyapja, Aragóniai János pradesi gróf gondnoksága alá került, de a nagyapa elég szűkmarkúan bánt elhunyt fia családjával és annak özvegyével, ezért Luna Mária aragón királyné írt az özvegy érdekében az apósnak, hogy 1000 aranyforint évi ellátást biztosítson menyének és négy lányunokájának. Az aragón királyné közeli rokonságban állt az özveggyel, Cabrerai Johannával, aki apai nagynénjének volt az unokája. Mária királyné, aki nagyon szeretett gondoskodni a családtagjairól, a szárnyai alá vette az árvákat, és Margitot nővéreivel és édesanyjával az udvarba hívta, és megtette udvarhölgyeinek.
Margitot rendkívüli szépsége kiemelte a környezetéből, és a trubadúrok neki címezték verseiket. Az udvarbeli pozíciója a királyné halála után sem változott, sőt még szerencsecsillaga emelkedett is, mikor az özvegy aragón király, Idős Márton egyetlen felnőtt fia, Ifjú Márton szicíliai király törvényes utódok hátrahagyása nélkül 1409-ben egy győztes csata után váratlanul meghalt maláriában. Csak két, házasságon kívül született unokája maradt az öreg királynak: egy fiú és egy lány, akik 1403-tól nagyszüleik felügyelete alatt nevelkedtek, ők viszont nem örökölhették a trónt, bár az aragón király lépéseket tett unokái törvényesítésére, és fiúunokájának, Aragóniai Frigyes lunai grófnak a trónöröklése érdekében. Ekkor tanácsadói rábeszélték a királyt, hogy vegye feleségül Margitot, és ezzel a házassággal biztosíthatja a trónutódlást. A házassági ceremóniát nagyon röviden elintézték alig több, mint két hónappal a fia halála után 1409. szeptember 17-én, mely Bellesguardban, Barcelona mellett zajlott le. A házaspárt ekkor XIII. Benedek, az avignoni (ellen)pápa is megáldotta, aki az előző királyné rokona volt, és aki az aragón udvarban élt.
Az 53 éves király egészségét azonban megviselte előbb az első feleségének elvesztése, aki meghatározó szerepet játszott az életében, majd most a fia elvesztése, ezért nyolc hónappal az esküvő után 1410. május 31-én meghalt anélkül, hogy Margit királynét teherbe ejtette volna, és ráadásul még a trónöröklést is rendezetlenül hagyta.
Idős Márton törvényesített unokáját egyik meghatározó szerepű özvegy királyné: sem özvegye, Margit királyné, sem menye, Navarrai Blanka özvegy szicíliai királyné sem támogatta, mint ahogy a másik özvegy aragón királyné, Bar Jolán unokáját, lányának, Jolán aragón infánsnőnek a fiát, Anjou Lajos herceget sem, ezért végül két jelölt maradt csak állva az aragón trónöröködési harcban: egyrészről az aragón királyi ház feje, II. Jakab urgelli gróf, aki Idős Márton király sógora is volt egyben, aki hamar kiejtette az öt jelölt közül a még esélyest, a Barcelonai-ház másik jelöltjét, Alfonz gandiai herceget, másrészről Ferdinánd kasztíliai infáns, Kasztília régense, és az elhunyt király unokaöccse. Kétéves küzdelemben Ferdinánd infáns kerekedett felül, és ő foglalta el az aragón és a szicíliai trónt a Caspei megegyezés értelmében 1412-ben I. Ferdinánd néven.
I. Ferdinánd nem is maradt hálátlan az özvegy királynékkal szemben. Margit királynéi státusa változatlan formában biztosítva volt, és továbbra is élvezhette ennek előnyeit, amibe egy szerelem majdnem közbeszólt, de a királyné ekkor is józan maradt, és emlékezett édesanyja özvegységének viszontagságaira. 
Mindeközben, 1415-ben I. Ferdinánd felvetett egy Aragóniára nézve politikailag előnyös házassági javaslatot I. János foix-i gróf (1382–1436) számára, aki 1413-ban özvegyült meg, mikor meghalt a felesége, Navarrai Johanna foix-i grófné, III. Károly navarrai király és Trastamara Eleonóra kasztíliai infánsnő legidősebb lánya, valamint Navarrai Blanka özvegy szicíliai királynénak, Idős Márton király menyének a nővére. Foix János gróf annak a Foix Mátyásnak volt az unokaöccse, aki Idős Márton bátyjának, I. János aragóniai királynak az idősebb lányát, Johanna aragón infánsnőt vette feleségül, és János halálakor, 1398-ban a felesége jogán magának követelte az aragón trónt Idős Márton ellenében. 1416. szeptember 26-án kelt levelében Foix János hivatalosan is megkérte az özvegy királyné kezét, és 50.000 aranyforintot ajánlott fel özvegytartás címen arra az esetre, ha a férj előbb halna meg, mint a felesége, és hogy királynéhoz méltón tudjon akkor is élni. Ekkor már I. Ferdinánd nem élt, az új király a fia, V. Alfonz volt, aki megtette a lépéseket, hogy a házasság mihamarabb létrejöjjön.
Margit királyné azonban ekkor már foglalt volt. Kamarása, Joan de Vilaragut, egy valenciai főnemes lett szerelme tárgya. Rangveszteség nélkül nem jöhetett volna ki ebből a kapcsolatból, és születendő gyermekének is szerette volna biztosítani a rangjához méltó neveltetést, ezért titokban ment férjhez 1415-ben, és titokban szülte meg fiát, János Jeromost (1416–1452) (katalánul: Joan Jeroni de Vilaragut) 1416-ban. Fiát Francesc de Cassasseja barcelonai kereskedő és királyi tanácsos gondjaira bízta, aki már ellátott hasonló feladatot az aragóniai királyi családban, mikor Idős Márton törvénytelen unokáit vitte Szicíliából Aragóniába, és a nagyszülei felügyelete alá helyezte őket.
Az özvegy királyné ekkor nem tehetett mást, mint, hogy mindent bevallott Alfonz királynak, aki megértőnek bizonyult, és bár a levelezés a Foix gróffal nem maradt fenn, de feltételezhető, hogy a lánykérő grófnak is diszkrét levélben megvallották a valódi okot, miért nem jöhet létre ez a dinasztikus házasság, mert többet nem esett szó a két udvar között erről az ügyről.
A királyné férje pár évvel később, 1422-ben meghalt, és mivel a Vilaragut családi örökség az elhunyt kisfiára szállt, ezért Joan Jeroni de Vilaragut nagymamája, Teresa Álvarez de Haro az elveszett fiúunokája megkeresésébe fogott, de az anya, Margit királyné nem volt hajlandó felfedni fia kilétét a nagymama előtt, és még jobban elrejtette a kisfiát az apja halála után. A hétéves kisfiút a Santes Creus-i Szűz Mária cisztercita királyi kolostor apátjánál, Pinyana testvérnél helyezte el. A kisfiú természetesen nehezen viselte a rend szigorú életvitelét, és el akart menni, de az apát nem engedett a kisfiú könnyeinek, és tartotta magát a királynénak tett esküjéhez. A kis királyfi kilétét csak az édesanyja halála után fedhették fel. Margit királyné 1429-ben halt meg mint a Bonrepòs apátság apátnője, és mindvégig úgy tartották nyilván őt a nyilvánosság előtt mint özvegy királynét. A fia ekkor 13 éves volt. Joan Jeroni de Vilaragutot az udvar is szívesen befogadta, V. Alfonz aragón király több feladatot is rábízott, és kinevezte Messina parancsnokának. V. Miklós pápa végül 1451-ben kiadott egy bullát, mely szerint örökölhet, házasodhat, és lehetnek törvényes gyerekei. János Jeromos végül négy törvényes gyermek apjaként halt meg 1452-ben, akik Margit királyné és Joan de Vilaragut unokái voltak. Az, hogy a királynénak titokban kötött házassága és egy titokban szült fia volt, csak fia végrendeletéből derült ki, mert semmilyen hivatalos irat nem maradt fenn erről érthető okokból.

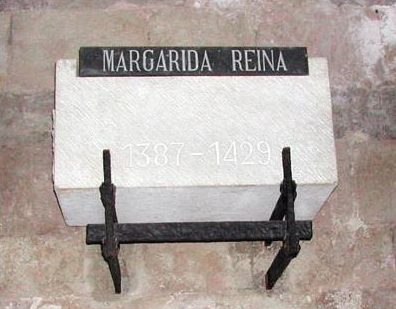
Prades Margit királyné végső nyughelye, Santes Creus-i Szűz Mária királyi kolostor

Margit királynét előbb a Bonrepòsi kolostorban temették el, majd 1475-ben a szintén Katalóniában fekvő Santes Creus-i Szűz Mária királyi kolostorban helyezték végső nyugalomra, ahol annak idején a fia is nevelkedett.

## Gyermeke
- 1. férjétől, I. (Idős) Márton (1356–1410) aragón királytól, gyermekei nem születtek
- 2. férjétől, Joan de Vilaragut (–1422) valenciai főnemestől, a Valenciai Királyság alkormányzójától, 1 titokban született fiú:
  - János Jeromos (1416–1452), felesége N. N., 4 gyermek

## Ősei és családja
|  |  |                               |                               |                               |                               |                               |                               | II. (Igazságos) Jakab aragón király †1327 | II. (Igazságos) Jakab aragón király †1327 | II. (Igazságos) Jakab aragón király †1327 | II. (Igazságos) Jakab aragón király †1327 | II. (Igazságos) Jakab aragón király †1327              | II. (Igazságos) Jakab aragón király †1327              |                                                        |                                                        | Anjou Blanka †1310                                                                   | Anjou Blanka †1310                                                                   | Anjou Blanka †1310                                                                   | Anjou Blanka †1310                                                                   | Anjou Blanka †1310                                                                   | Anjou Blanka †1310                                                                   |                                                   |                                                   |                                            |                                            |                                            |                                            |                                            |                                            |                                            |                                            |  |  |               |               |               |               |               |               |                                                         |                                                         |                                                         |                                                         |                                                         |                                                         |                                             |                                             |                                             |                                             |                                             |                                             |                   |                   |  |  |  |  |
|  |  |                               |                               |                               |                               |                               |                               | II. (Igazságos) Jakab aragón király †1327 | II. (Igazságos) Jakab aragón király †1327 | II. (Igazságos) Jakab aragón király †1327 | II. (Igazságos) Jakab aragón király †1327 | II. (Igazságos) Jakab aragón király †1327              | II. (Igazságos) Jakab aragón király †1327              |                                                        |                                                        | Anjou Blanka †1310                                                                   | Anjou Blanka †1310                                                                   | Anjou Blanka †1310                                                                   | Anjou Blanka †1310                                                                   | Anjou Blanka †1310                                                                   | Anjou Blanka †1310                                                                   |                                                   |                                                   |                                            |                                            |                                            |                                            |                                            |                                            |                                            |                                            |  |  |               |               |               |               |               |               |                                                         |                                                         |                                                         |                                                         |                                                         |                                                         |                                             |                                             |                                             |                                             |                                             |                                             |                   |                   |  |  |  |  |
|  |  |                               |                               |                               |                               |                               |                               |                                           |                                           |                                           |                                           |                                                        |                                                        |                                                        |                                                        |                                                                                      |                                                                                      |                                                                                      |                                                                                      |                                                                                      |                                                                                      |                                                   |                                                   |                                            |                                            |                                            |                                            |                                            |                                            |                                            |                                            |  |  |               |               |               |               |               |               |                                                         |                                                         |                                                         |                                                         |                                                         |                                                         |                                             |                                             |                                             |                                             |                                             |                                             |                   |                   |  |  |  |  |
|  |  |                               |                               |                               |                               |                               |                               |                                           |                                           |                                           |                                           | IV. (Aragóniai) Péter Ribagorça és Prades grófja †1381 | IV. (Aragóniai) Péter Ribagorça és Prades grófja †1381 | IV. (Aragóniai) Péter Ribagorça és Prades grófja †1381 | IV. (Aragóniai) Péter Ribagorça és Prades grófja †1381 | IV. (Aragóniai) Péter Ribagorça és Prades grófja †1381                               | IV. (Aragóniai) Péter Ribagorça és Prades grófja †1381                               |                                                                                      |                                                                                      | Foix Johanna †1358                                                                   | Foix Johanna †1358                                                                   | Foix Johanna †1358                                | Foix Johanna †1358                                | Foix Johanna †1358                         | Foix Johanna †1358                         |                                            |                                            |                                            |                                            |                                            |                                            |  |  |               |               |               |               |               |               |                                                         |                                                         |                                                         |                                                         |                                                         |                                                         |                                             |                                             |                                             |                                             |                                             |                                             |                   |                   |  |  |  |  |
|  |  |                               |                               |                               |                               |                               |                               |                                           |                                           |                                           |                                           | IV. (Aragóniai) Péter Ribagorça és Prades grófja †1381 | IV. (Aragóniai) Péter Ribagorça és Prades grófja †1381 | IV. (Aragóniai) Péter Ribagorça és Prades grófja †1381 | IV. (Aragóniai) Péter Ribagorça és Prades grófja †1381 | IV. (Aragóniai) Péter Ribagorça és Prades grófja †1381                               | IV. (Aragóniai) Péter Ribagorça és Prades grófja †1381                               |                                                                                      |                                                                                      | Foix Johanna †1358                                                                   | Foix Johanna †1358                                                                   | Foix Johanna †1358                                | Foix Johanna †1358                                | Foix Johanna †1358                         | Foix Johanna †1358                         |                                            |                                            |                                            |                                            |                                            |                                            |  |  |               |               |               |               |               |               |                                                         |                                                         |                                                         |                                                         |                                                         |                                                         |                                             |                                             |                                             |                                             |                                             |                                             |                   |                   |  |  |  |  |
|  |  |                               |                               |                               |                               |                               |                               |                                           |                                           |                                           |                                           |                                                        |                                                        |                                                        |                                                        |                                                                                      |                                                                                      |                                                                                      |                                                                                      |                                                                                      |                                                                                      |                                                   |                                                   |                                            |                                            |                                            |                                            |                                            |                                            |                                            |                                            |  |  |               |               |               |               |               |               |                                                         |                                                         |                                                         |                                                         |                                                         |                                                         |                                             |                                             |                                             |                                             |                                             |                                             |                   |                   |  |  |  |  |
|  |  |                               |                               |                               |                               |                               |                               |                                           |                                           |                                           |                                           |                                                        |                                                        |                                                        |                                                        | I. (Aragóniai) János Prades grófja Entença bárója Katalónia udvarmestere *1335 †1414 | I. (Aragóniai) János Prades grófja Entença bárója Katalónia udvarmestere *1335 †1414 | I. (Aragóniai) János Prades grófja Entença bárója Katalónia udvarmestere *1335 †1414 | I. (Aragóniai) János Prades grófja Entença bárója Katalónia udvarmestere *1335 †1414 | I. (Aragóniai) János Prades grófja Entença bárója Katalónia udvarmestere *1335 †1414 | I. (Aragóniai) János Prades grófja Entença bárója Katalónia udvarmestere *1335 †1414 |                                                   |                                                   | Arenósi Sancha                             | Arenósi Sancha                             | Arenósi Sancha                             | Arenósi Sancha                             | Arenósi Sancha                             | Arenósi Sancha                             |                                            |                                            |  |  |               |               |               |               |               |               | III. Bernát Cabrera algrófja Osona grófja *1325 †1368   | III. Bernát Cabrera algrófja Osona grófja *1325 †1368   | III. Bernát Cabrera algrófja Osona grófja *1325 †1368   | III. Bernát Cabrera algrófja Osona grófja *1325 †1368   | III. Bernát Cabrera algrófja Osona grófja *1325 †1368   | III. Bernát Cabrera algrófja Osona grófja *1325 †1368   |                                             |                                             | Foix Margit †1350                           | Foix Margit †1350                           | Foix Margit †1350                           | Foix Margit †1350                           | Foix Margit †1350 | Foix Margit †1350 |  |  |  |  |
|  |  |                               |                               |                               |                               |                               |                               |                                           |                                           |                                           |                                           |                                                        |                                                        |                                                        |                                                        | I. (Aragóniai) János Prades grófja Entença bárója Katalónia udvarmestere *1335 †1414 | I. (Aragóniai) János Prades grófja Entença bárója Katalónia udvarmestere *1335 †1414 | I. (Aragóniai) János Prades grófja Entença bárója Katalónia udvarmestere *1335 †1414 | I. (Aragóniai) János Prades grófja Entença bárója Katalónia udvarmestere *1335 †1414 | I. (Aragóniai) János Prades grófja Entença bárója Katalónia udvarmestere *1335 †1414 | I. (Aragóniai) János Prades grófja Entença bárója Katalónia udvarmestere *1335 †1414 |                                                   |                                                   | Arenósi Sancha                             | Arenósi Sancha                             | Arenósi Sancha                             | Arenósi Sancha                             | Arenósi Sancha                             | Arenósi Sancha                             |                                            |                                            |  |  |               |               |               |               |               |               | III. Bernát Cabrera algrófja Osona grófja *1325 †1368   | III. Bernát Cabrera algrófja Osona grófja *1325 †1368   | III. Bernát Cabrera algrófja Osona grófja *1325 †1368   | III. Bernát Cabrera algrófja Osona grófja *1325 †1368   | III. Bernát Cabrera algrófja Osona grófja *1325 †1368   | III. Bernát Cabrera algrófja Osona grófja *1325 †1368   |                                             |                                             | Foix Margit †1350                           | Foix Margit †1350                           | Foix Margit †1350                           | Foix Margit †1350                           | Foix Margit †1350 | Foix Margit †1350 |  |  |  |  |
|  |  |                               |                               |                               |                               |                               |                               |                                           |                                           |                                           |                                           |                                                        |                                                        |                                                        |                                                        |                                                                                      |                                                                                      |                                                                                      |                                                                                      |                                                                                      |                                                                                      |                                                   |                                                   |                                            |                                            |                                            |                                            |                                            |                                            |                                            |                                            |  |  |               |               |               |               |               |               |                                                         |                                                         |                                                         |                                                         |                                                         |                                                         |                                             |                                             |                                             |                                             |                                             |                                             |                   |                   |  |  |  |  |
|  |  |                               |                               |                               |                               |                               |                               |                                           |                                           |                                           |                                           |                                                        |                                                        |                                                        |                                                        |                                                                                      |                                                                                      |                                                                                      |                                                                                      | Aragóniai Péter Entença bárója *1352 †1395                                           | Aragóniai Péter Entença bárója *1352 †1395                                           | Aragóniai Péter Entença bárója *1352 †1395        | Aragóniai Péter Entença bárója *1352 †1395        | Aragóniai Péter Entença bárója *1352 †1395 | Aragóniai Péter Entença bárója *1352 †1395 |                                            |                                            |                                            |                                            |                                            |                                            |  |  |               |               |               |               |               |               |                                                         |                                                         |                                                         |                                                         | Cabrerai Johanna =1385 †1419                            | Cabrerai Johanna =1385 †1419                            | Cabrerai Johanna =1385 †1419                | Cabrerai Johanna =1385 †1419                | Cabrerai Johanna =1385 †1419                | Cabrerai Johanna =1385 †1419                |                                             |                                             |                   |                   |  |  |  |  |
|  |  |                               |                               |                               |                               |                               |                               |                                           |                                           |                                           |                                           |                                                        |                                                        |                                                        |                                                        |                                                                                      |                                                                                      |                                                                                      |                                                                                      | Aragóniai Péter Entença bárója *1352 †1395                                           | Aragóniai Péter Entença bárója *1352 †1395                                           | Aragóniai Péter Entença bárója *1352 †1395        | Aragóniai Péter Entença bárója *1352 †1395        | Aragóniai Péter Entença bárója *1352 †1395 | Aragóniai Péter Entença bárója *1352 †1395 |                                            |                                            |                                            |                                            |                                            |                                            |  |  |               |               |               |               |               |               |                                                         |                                                         |                                                         |                                                         | Cabrerai Johanna =1385 †1419                            | Cabrerai Johanna =1385 †1419                            | Cabrerai Johanna =1385 †1419                | Cabrerai Johanna =1385 †1419                | Cabrerai Johanna =1385 †1419                | Cabrerai Johanna =1385 †1419                |                                             |                                             |                   |                   |  |  |  |  |
|  |  |                               |                               |                               |                               |                               |                               |                                           |                                           |                                           |                                           |                                                        |                                                        |                                                        |                                                        |                                                                                      |                                                                                      |                                                                                      |                                                                                      |                                                                                      |                                                                                      |                                                   |                                                   |                                            |                                            |                                            |                                            |                                            |                                            |                                            |                                            |  |  |               |               |               |               |               |               |                                                         |                                                         |                                                         |                                                         |                                                         |                                                         |                                             |                                             |                                             |                                             |                                             |                                             |                   |                   |  |  |  |  |
|  |  |                               |                               |                               |                               |                               |                               |                                           |                                           |                                           |                                           |                                                        |                                                        |                                                        |                                                        |                                                                                      |                                                                                      |                                                                                      |                                                                                      |                                                                                      |                                                                                      |                                                   |                                                   |                                            |                                            |                                            |                                            |                                            |                                            |                                            |                                            |  |  |               |               |               |               |               |               |                                                         |                                                         |                                                         |                                                         |                                                         |                                                         |                                             |                                             |                                             |                                             |                                             |                                             |                   |                   |  |  |  |  |
|  |  |                               |                               |                               |                               |                               |                               |                                           |                                           |                                           |                                           |                                                        |                                                        |                                                        |                                                        |                                                                                      |                                                                                      | I. Johanna Prades grófnője Entença bárónője †1441                                    | I. Johanna Prades grófnője Entença bárónője †1441                                    | I. Johanna Prades grófnője Entença bárónője †1441                                    | I. Johanna Prades grófnője Entença bárónője †1441                                    | I. Johanna Prades grófnője Entença bárónője †1441 | I. Johanna Prades grófnője Entença bárónője †1441 |                                            |                                            | I. (Emberséges) Márton aragón király †1410 | I. (Emberséges) Márton aragón király †1410 | I. (Emberséges) Márton aragón király †1410 | I. (Emberséges) Márton aragón király †1410 | I. (Emberséges) Márton aragón király †1410 | I. (Emberséges) Márton aragón király †1410 |  |  | Prades Margit | Prades Margit | Prades Margit | Prades Margit | Prades Margit | Prades Margit |                                                         |                                                         |                                                         |                                                         |                                                         |                                                         | Vilaragut János valenciai alkormányzó †1422 | Vilaragut János valenciai alkormányzó †1422 | Vilaragut János valenciai alkormányzó †1422 | Vilaragut János valenciai alkormányzó †1422 | Vilaragut János valenciai alkormányzó †1422 | Vilaragut János valenciai alkormányzó †1422 |                   |                   |  |  |  |  |
|  |  |                               |                               |                               |                               |                               |                               |                                           |                                           |                                           |                                           |                                                        |                                                        |                                                        |                                                        |                                                                                      |                                                                                      | I. Johanna Prades grófnője Entença bárónője †1441                                    | I. Johanna Prades grófnője Entença bárónője †1441                                    | I. Johanna Prades grófnője Entença bárónője †1441                                    | I. Johanna Prades grófnője Entença bárónője †1441                                    | I. Johanna Prades grófnője Entença bárónője †1441 | I. Johanna Prades grófnője Entença bárónője †1441 |                                            |                                            | I. (Emberséges) Márton aragón király †1410 | I. (Emberséges) Márton aragón király †1410 | I. (Emberséges) Márton aragón király †1410 | I. (Emberséges) Márton aragón király †1410 | I. (Emberséges) Márton aragón király †1410 | I. (Emberséges) Márton aragón király †1410 |  |  | Prades Margit | Prades Margit | Prades Margit | Prades Margit | Prades Margit | Prades Margit |                                                         |                                                         |                                                         |                                                         |                                                         |                                                         | Vilaragut János valenciai alkormányzó †1422 | Vilaragut János valenciai alkormányzó †1422 | Vilaragut János valenciai alkormányzó †1422 | Vilaragut János valenciai alkormányzó †1422 | Vilaragut János valenciai alkormányzó †1422 | Vilaragut János valenciai alkormányzó †1422 |                   |                   |  |  |  |  |
|  |  |                               |                               |                               |                               |                               |                               |                                           |                                           |                                           |                                           |                                                        |                                                        |                                                        |                                                        |                                                                                      |                                                                                      |                                                                                      |                                                                                      |                                                                                      |                                                                                      |                                                   |                                                   |                                            |                                            |                                            |                                            |                                            |                                            |                                            |                                            |  |  |               |               |               |               |               |               |                                                         |                                                         |                                                         |                                                         |                                                         |                                                         |                                             |                                             |                                             |                                             |                                             |                                             |                   |                   |  |  |  |  |
|  |  | * születés = házasság † halál | * születés = házasság † halál | * születés = házasság † halál | * születés = házasság † halál | * születés = házasság † halál | * születés = házasság † halál |                                           |                                           |                                           |                                           |                                                        |                                                        |                                                        |                                                        |                                                                                      |                                                                                      |                                                                                      |                                                                                      |                                                                                      |                                                                                      |                                                   |                                                   |                                            |                                            |                                            |                                            |                                            |                                            |                                            |                                            |  |  |               |               |               |               |               |               | Vilaragut János Jeromos Messina parancsnoka *1416 †1452 | Vilaragut János Jeromos Messina parancsnoka *1416 †1452 | Vilaragut János Jeromos Messina parancsnoka *1416 †1452 | Vilaragut János Jeromos Messina parancsnoka *1416 †1452 | Vilaragut János Jeromos Messina parancsnoka *1416 †1452 | Vilaragut János Jeromos Messina parancsnoka *1416 †1452 |                                             |                                             |                                             |                                             |                                             |                                             |                   |                   |  |  |  |  |